# Idősebb futhark

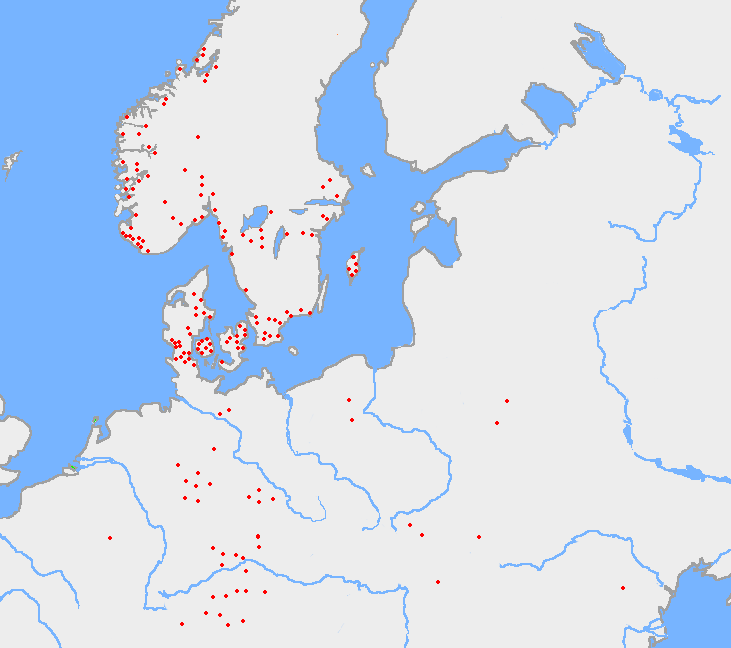
A hatodik század előtti idősebb futhark leleteinek eloszlása

A Idősebb futhark (vagy fuþark), más néven ősi futhark, ó-futhark vagy germán futhark, a rúnaírásos ábécék legrégebbi formája. A germán népek által a népvándorláskorban az északnyugati germán nyelvjárásokban használt írásrendszer volt. A feliratok az 1. századtól a 9. századig terjedő időszakból származó tárgyakon, köztük ékszereken, amuletteken, tányérokon, szerszámokon és fegyvereken, valamint rúnaköveken találhatók.
Skandináviában a 8. század végétől kezdődően ezt az írást az új futharkra egyszerűsítették, míg az angolszászok és a frízek ehelyett kiterjesztették, így alakult ki az angolszász futhark. Mind az angolszász futhark, mind az új futhark használatban maradt a kora, illetve a értett középkorban, de a idősebb futhark olvasásának ismerete feledésbe merült egészen 1865-ig, amikor Sophus Bugge norvég tudós megfejtette.

## Leírás
A idősebb futharkban (az első hat rúnanév kezdőhangjáról kapta a nevét: F, U, Þ, A, R és K) 24 rúna van, gyakran három nyolc rúnából álló csoportba rendezve; minden csoportot ætt-nek neveznek (pl. ættir; jelentése 'klán, csoport', bár néha úgy gondolják, hogy nyolcat jelent). Az alábbi táblázatban minden rúna a szokásos átírással szerepel:
| f | u | þ | a | r | k | g | w |
| h | n | i | j | ï | p | z | s |
| t | b | e | m | l | ŋ | d | o |

þ zöngés nélküli [θ] -nak megfelel vagy egy zöngés [ ð ]- nek (fonetikusan: "th" hang). 
Az ï-t æ-ként is átírják, és lehetett akár egy diftongus, akár egy [ɪ] vagy [æ] közeli magánhangzó. A z a protogermán [z] volt, és a proto-norvég /r₂/ hanggá alakult, és szintén ʀ-ként írják át. A többi átírás megfelel a hozzávetőleges értékük IPA-szimbólumának.
Az ábécé legkorábbi ismert szekvenciális felsorolása Kr. u. 400-ból származik, és a gotlandi Kylver-kőn található, [ᚠ] és [ᚹ] csak részben feliratozott, de széles körben hitelesített:
| [ᚠ] | ᚢ | ᚦ | ᚨ | ᚱ | ᚲ | ᚷ | [ᚹ] | ᚺ | ᚾ | ᛁ | ᛃ | ᛈ | ᛇ | ᛉ | ᛊ | ᛏ | ᛒ | ᛖ | ᛗ | ᛚ | ᛜ | ᛞ | ᛟ |
| [f] | u | þ | a | r | k | g | [w] | h | n | i | j | p | ï | z | s | t | b | e | m | l | ŋ | d | o |

Egy másik korai felirat két példányát találták meg a két Vadstena és Mariedamm brakteátán (6. század), amelyeken a három ættára való felosztás látható, a ï, p és az o, d helyzete a Kylver-kőhöz képest megfordítva:
f u þ a r k g w ; h n én j ï p z s ; t b e m l ŋ o d
A Grumpan-brakteáta egy 500-tól kezdődő felsorolást mutat be, amely megegyezik az előző brakteátákon találhatóval, de hiányos:
f u þ a r k g w ... h n én j ï p (z) ... t b e m l (ŋ) (o) d

## Eredetek

### A latin betűkből való származtatás
A idősebb futhark rúnákról általában úgy vélik, hogy az ó-itáliai írásmódokból származnak: vagy egy észak-itáliai változatból (etruszk vagy raeti ábécé), vagy magából a latin ábécéből. A görög ábécéből való származtatás a bizánci görög kultúrával való gótikus kapcsolat révén a 19. században népszerű elmélet volt, de mióta a Vimose-feliratok a 2. századra datálódtak (miközben a gótok csak a 3. század elejétől álltak kapcsolatban a görög kultúrával), ez az elmélet kizárt. Ezzel szemben a görög eredetű, 4. századi gót ábécében valóban van két, rúnákból származó betű,  (a jer j-ből)  és (az uruz u-ból).
A rúnák szögletes formái, amelyek feltehetően a fába vagy fémbe való metszéshez alkalmazkodtak, nem germán újítás, hanem olyan tulajdonság, amely más korai ábécékkel, köztük az óitáliaiakkal is közös (vö. például a Duenos-felirat). A Kr. e. 4. századi Negau sisakfelirat egy germán nevet, Harigastiz-t tartalmaz, észak-etruszk ábécével, és a germán nyelvűek legkorábbi kapcsolatáról tanúskodhat az ábécés írással. Hasonlóképpen, az 50-es meldorfi felirat a latin ábécé germán nyelvűek általi „proto-rúna” használatának tekinthető. Különösen a bolzanói rovásírásos ábécé tűnik jól illeszkedőnek a betűformákhoz. A Kr. u. 200-ra datált koveli lándzsahegy, amelyet néha a rovásírásos ábécé sajátos gótikus változatának bizonyítékaként hoznak fel, olyan tilaridok feliratát viseli, amely valójában inkább ó-itáliai, mint rovásírásos ábécé lehet, jobbról balra haladva egy T-vel és egy D-vel, amely közelebb áll a latin vagy etruszk, mint a bolzanói vagy rovásírásos ábécéhez. Talán egy „eklektikus” megközelítés hozhatja a legjobb eredményt a rúnák eredetének magyarázatára: a betűk legtöbb alakját meg lehet magyarázni, ha több különböző észak-itáliai írásrendszerből vezetjük le őket: A p rúnának van párhuzama a kamunai ábécében, míg azt állították, hogy a d a leponti san (= ś) betű alakjából származik, ahol úgy tűnik, hogy a /d/ hangot jelképezi.
A g, a, f, i, t, m és l rúnák nem mutatnak eltérést, és általánosan elfogadott, hogy azonosak a régi olasz vagy latin X, A, F, I, T, M és L betűkkel. Szintén széles körű egyetértés van abban, hogy az u, r, k, h, s, b és o rúnák közvetlenül megfelelnek a V, R, C, H, S, B és O betűknek.
A fennmaradó tíz bizonytalan eredetű rúna vagy eredeti újítás, vagy a klasszikus latin ábécé egyébként szükségtelen latin betűinek adaptációja (1. század, a marginalizált K-t figyelmen kívül hagyva). Velük kapcsolatban ellentmondó tudományos vélemények vannak:
1. ᛖ lehet az E.
2. ᚾ lehet a raeti N-ből
3. ᚦ a latin D-ből vagy a raeti Θ-ből származhat.
4. Ƿ lehet a Q-ból,a latin P-ből vagy a raeti W-ből.
5. ᛇ származhat a latin Z-ből, a latin Y-ból, vagy a raeti E-ből.
6. ᛉ a raeti Z-ből, a latin Y-ből, vagy az etruszk 𐌙-ből származhat.
7. ᛜ a latin Q-ból származhat.
8. ᛃ a latin G-ből származhat.
9. ᛈ a raeti P-ből származhat, vagy lehet eredeti germán újítás.
10. ᛞ származhat a raeti D-ből[, a leponti san-ból (ś), vagy lehet eredeti germán újítás.

A Kr. u. 400-tól (Kylver-kő) igazolt 24 rúna közül a klasszikus futhark sorban a ï, p és ŋ a legkorábbi, kb. 175-400 közötti feliratokban nem igazolt, míg az e ebben a korai időszakban többnyire Π alakú, M alakja (ᛖ) csak az 5. századtól kezdve terjedt el. Hasonlóképpen, az s rúna is lehet három () vagy négy (ᛊ) vonással (ritkábban öt vagy több vonással), és csak az 5. századtól kezdve válik uralkodóvá a három vonással rendelkező változat.
A 6-8. századi „érett” rúnák általában csak három irányban, a függőleges és a két átlós irányban íródnak. A korai feliratokon vízszintes vonások is előfordulnak: ezek az e (fent említett), de a t, l, ŋ és h esetében is.

### A kialakulás ideje és célja
Az általános egyetértés szerint az első rovásírásos ábécé megalkotása nagyjából az 1. századra tehető. A korai becslések az 1. századra teszik, a késői becslések pedig a 2. századra teszik a dátumot. A kérdés az írás megalkotását és a 160 körüli vimosi leleteket elválasztó „leletmentes” időszak becslése. Ha a ï vagy a z valóban a latin Y vagy Z betűből származik, ahogyan azt Odenstedt javasolja, akkor a Kr. e. 1. század kizárt, mivel ezek a betűk csak Augustus uralkodása alatt kerültek be a latin ábécébe.
Más tudósok megelégednek azzal, hogy néhány évtizedes találat nélküli időszakot feltételeznek, ami a 2. század elejére tolja a dátumot. Pedersen (és vele együtt Odenstedt) körülbelül egy évszázados fejlődési időszakot javasol, hogy magyarázza a þ és j alakoknak a latin D-ből és G-ből való feltételezett levezetését.
Az írás feltalálását egyetlen személynek vagy egy olyan embercsoportnak tulajdonították, akik kapcsolatba kerültek a római kultúrával, talán a római hadsereg zsoldosaként vagy kereskedőként. Az írást egyértelműen epigráfiai célokra tervezték, de a vélemények eltérnek abban, hogy mágikus, gyakorlati vagy egyszerűen játékos (graffiti) szempontokat hangsúlyoznak. Bæksted 1952, 134. o. arra a következtetésre jut, hogy a rovásírás legkorábbi szakaszában a római írás „mesterséges, játékos, nem igazán szükséges utánzata” volt, hasonlóan ahhoz, ahogyan a germán brakteátákat közvetlenül befolyásolta a római pénz, és ezt a nézetet Odenstedt 1990, 171. o. is elfogadja, tekintettel a legkorábbi (2-4. századi) feliratos korpusz igen primitív jellegére.

## Rúnanevek
Valószínűleg minden rúnának volt egy neve, amelyet úgy választottak ki, hogy az akrofónia elvének megfelelően a rúna hangját jelképezze.
A idősebb futhark mind a 24 rúnájának óangol nevét, valamint öt, az angolszász rúnákhoz tartozó egyedi rúnanevet a 7. században összeállított óangol rúnavers őrzi. Ezek a nevek jó összhangban vannak a középkori skandináv feljegyzésekkel a 16 új futhark rúna nevéről, és bizonyos mértékig a gót ábécé betűinek nevével is (amelyet Alcuin jegyzett fel a 9. században). Ezért feltételezik, hogy a nevek a idősebb futhark időszakába, legalább az 5. századba nyúlnak vissza. Nincs egyértelmű bizonyíték arra, hogy a 24 rúnából álló teljes rúnasor a 4. század vége előtt elkészült volna, de valószínű, hogy legalább néhány rúnának már ez előtt is volt neve.
Ez elsősorban a mágikusan használt rúnákra vonatkozik, különösen a Teiwaz és az Ansuz rúnákra, amelyeket az istenségek szimbolizálására vagy megidézésére használnak olyan szekvenciákban, mint például a Lindholm-amulett (3. vagy 4. század).
A legtöbb rúnához könnyen meg lehet adni a köznépi germán nyelvű rekonstruált neveket. Kivételt képez az þ rúna (amely az angolszász, gót és skandináv hagyományokban különböző neveket kap) és a z rúna (amelynek eredeti neve ismeretlen, és csak romlott formában maradt fenn az óangol hagyományból). A 24 idősebb futhark rúna a következő: 
| Rúna | UCS | Átírás | Ó-germán elnevezés | Jelentés                                |
| ---- | --- | ------ | ------------------ | --------------------------------------- |
|      | ᚠ   | f      | fehu               | jószág, állatállomány, vagyon           |
|      | ᚢ   | u      | üroz               | őstulok, víz, eső                       |
|      | ᚦ   | þ      | þurisaz            | óriás, tüske, tőr                       |
|      | ᚨ   | a      | ansuz              | Odin, inspiráció, bölcsesség            |
|      | ᚱ   | r      | raidö              | Thor, utazás, lovaglás, ló              |
|      | ᚲ   | k (c)  | kaunan             | fáklya, tűz, betegség, halál            |
|      | ᚷ   | g      | gebö               | nagylelkűség, ajándék, lándzsa          |
|      | ᚹ   | w      | wunjö              | öröm, élvezet, harmónia, rokonság       |
|      | ᚺ ᚻ | h      | haglaz             | jégeső, vihar, levegő                   |
|      | ᚾ   | n      | naudiz             | szükség, nehézség                       |
|      | ᛁ   | i      | isaz               | jég, kihívás                            |
|      | ᛃ   | j      | jēran              | év, betakarítás, föld                   |
|      | ᛇ   | ï (æ)  | eihwaz             | Yggdrasil, tiszafa, álom                |
|      | ᛈ   | p      | perþ               | bodzafa, női energia, tánc, szexualitás |
|      | ᛉ   | z      | algiz              | védelem, pajzs, vapiti                  |
|      | ᛊ ᛋ | s      | sowilō             | Nap, villám, becsület                   |
|      | ᛏ   | t      | tiwaz              | az egykezű isten (Tyr)                  |
|      | ᛒ   | b      | berkanan           | nyírfa, születés, felszabadulás         |
|      | ᛖ   | e      | ehwaz              | ló, iker, erő                           |
|      | ᛗ   | m      | mannaz             | ember, férfi, önmaga                    |
|      | ᛚ   | l      | laguz              | víz, tenger, óceán                      |
|      | ᛜ   | ŋ      | ingwaz             | Ingwaz (Yngvi, Frey), férfi energia     |
|      | ᛞ   | d      | dagaz              | nap, hajnal                             |
|      | ᛟ   | o      | oþala              | örökség, birtok                         |

Mindegyik rúna hangja a rúna nevének első fonémájából származik, az Ingwaz és az Algiz kivételével: az Algiz rúna protogermán z hangja soha nem fordult elő szókezdő pozícióban. A fonéma a proto-norszban r-szerű minőséget kapott, általában ʀ-val átírva, és végül az izlandi nyelvben összeolvadt az r-rel, így a rúna betűként feleslegessé vált. Hasonlóképpen az ingwaz rúna ng-hangja sem fordul elő szókezdetben. A nevek a mindennapi élet és a mitológia szókincséből származnak, némelyik triviális, némelyik jótékony és némelyik baljóslatú:
- Mitológia: Tiwaz, Thurisaz, Ingwaz, Isten, Ember, Nap.
- Természet és környezet: Nap, nap, év, jégeső, jég, tó, víz, nyírfa, tiszafa, körte, jávorszarvas, őstulok.
- Mindennapi élet és emberi állapot: Ember, szükség/szorongás, vagyon/marha, ló, birtok/örökség, salak/védelem a gonosztól, lovaglás/utazás, év/szüret, ajándék, öröm, szükség, fekély/betegség.

## IPA magánhangzók és mássalhangzók
A következő ábrák az egyes rúnák valószínű hangértékeit mutatják az ógermán fonológia alapján.
| Mássalhangzók | Ajak         | Fogászati    | Alveoláris     | Palatális | Veláris        |
| Orr           | ᛗ /m/        |              | ᚾ /n/          |           | ᛜ /ŋ/          |
| Zárhang       | ᛈ /p/, ᛒ /b/ | ᛏ /t/, ᛞ /d/ |                |           | ᚲ /k/, ᚷ /g/   |
| Réshang       | ᚠ /ɸ/, ᛒ /β/ | ᚦ /θ/, ᛞ /ð/ | ᛊ ᛋ /s/, ᛉ /z/ |           | ᚺ ᚻ /x/, ᚷ /ɣ/ |
| Approximant   |              |              | ᛚ /l/          | ᛃ /j/     | ᚹ /w/          |
| Trilla        |              |              | ᚱ /r/          |           |                |

| Magánhangzók | Elülső | Vissza |
| Közeli       | ᛁ /i/  | ᚢ /u/  |
| Bezárás Mid  | ᛖ /e/  | ᛟ /o/  |
| Nyitott      |        | ᚨ /ɑ/  |

A ᛇ azért nem szerepel a táblázatban, mert erősen vitatott, hogy milyen hangja lehetett. Lehetett diftongus, de lehetett egy monofonhang is, amely valahol az [ɪ] és az [æ] közötti tartományba esik. Az egyetlen biztos tény, hogy egy elülső magánhangzót jelentett.

## Feliratok

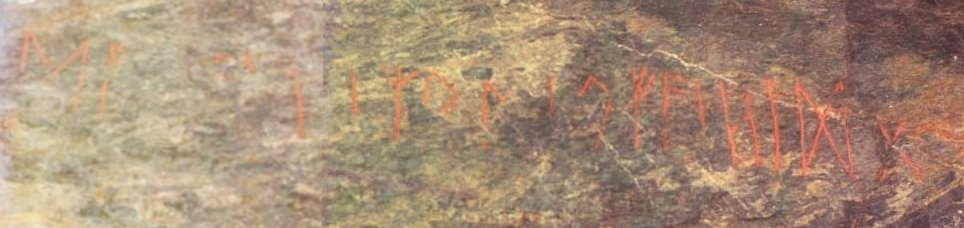
[ek go]dagastiz runo faihido felirat a 4. században "Einang kő"

idősebb futhark feliratokat találtak a Kárpátok és Lappföld között elszórtan található leleteken, a legnagyobb koncentrációban Dániában. Ezek általában rövid feliratok ékszereken (brakteáták, fibulák, övcsatok), használati tárgyakon (fésűk, fonókörmök) vagy fegyvereken (lándzsahegyek, pengék), és többnyire sírokban vagy mocsarakban találták őket.

### Skandináv feliratok
A braktátokon található feliratokban gyakran előforduló, valószínűleg mágikus jelentéssel bíró szavak az alu, laþu és laukaz. Bár jelentésük nem egyértelmű, az alu-t a „sör, bódító ital” szóval hozták összefüggésbe, a rituális ivással összefüggésben, a laukaz-t pedig a „póréhagyma, fokhagyma” szóval, a termékenységgel és növekedéssel összefüggésben. Egy hosszabb korai feliratra példa a jütlandi Nydamban talált 4. századi fejsze nyelén található : wagagastiz / alu:??hgusikijaz:aiþalataz (awagagastiz „hullám-vendég” lehet személynév, a többi feliratot alu:wihgu sikijaz:aiþalatazként olvasták, feltételezett jelentéssel: „hullám/láng-vendég, mocsárból, alu, én, esküszegő szentelem/harcolok”. Az emendált olvasatok homályossága még az egyszerű személyneveken túlmutató rovásfeliratokra is jellemző). A korai feliratokban gyakran előforduló kifejezés az Erilaz, amely nyilvánvalóan egy rúnaismerettel rendelkező személyt ír le.
A legrégebbi ismert rovásfelirat 160-ból származik, és a Vimose mocsárban ( Vimose, Funen) felfedezett Vimose-fésűn található. A felirat szövege: harja, amely vagy személynév, vagy epitheton, azaz a protogermán *harjaz (IE *koryos) „harcos”, vagy egyszerűen a „fésű” szó (*hārijaz). Egy másik korai feliratot találunk a thorsbergi káptalanon (200), amely valószínűleg az Ull teonimát tartalmazza.
A tipikusan skandináv rúnakövek a 6. századtól kezdik mutatni az átmenetet az új futharkra, olyan átmeneti példákkal, mint a Björketorp vagy a Stentoften kövek. A 9. század elején már mind az idősebb, mind a fiatalabb futharkot ismerték és használták, amit a Rök rúnakő is mutat, ahol a rúnamester mindkettőt használta.
A legrégebbi ismert rúnakő, a Svingerud rúnakő, a római vaskorból, i.sz. 1-250 körüli időből származik, és a norvégiai Ringerike-ban találták 2021 őszén. A felirat több szakaszból áll, nevezetesen egy idiberug (esetleg idiberun) névből, amely több név egyikeként is értelmezhető, többek között Idibera, Idibergu, vagy az Idiberung családnévként. A kövön megtalálható a idősebb futhark első három betűje, ᚠ (f), ᚢ (u) és ᚦ (th) is.
A leghosszabb ismert felirat a idősebb futharkban, és az egyik legfiatalabb, mintegy 200 karakterből áll, az Eggjum-kőEggjum-kövön található, a 8. század elejére datálható, és talán még egy óészaki versszakot is tartalmaz.
A Caistor-by-Norwich astragalus olvasás raïhan "szarvas" figyelemre méltó, mint a legrégebbi felirat a Brit-szigeteken, amely 400-ból, a római kori Britannia legvégéről származik.

### Kontinentális feliratok
A kontinensen talált legrégebbi (500 előtti) feliratok két csoportra oszthatók, egyrészt az Északi-tenger partvidékére és Észak-Németországra (beleértve Hollandia egyes részeit is), amely a szászokhoz és a frízekhez kötődik (az „észak-germán koiné” része), másrészt az Odera mentétől Délkelet-Lengyelországig, egészen a Kárpátokig (pl. a romániai Pietroassa gyűrűje) elszórtan előforduló, a keleti germán népekhez kötődő leletekre. Ez utóbbi csoport az 5. században, a gótoknak a Római Birodalommal való érintkezése és a kereszténységre való áttérése idején tűnt el.
Ebben a korai időszakban nincs kifejezetten nyugat-germán rovásírásos hagyomány. Ez a 6. század elejétől megváltozik, és körülbelül egy évszázadon át (520-620-ig) megjelenik egy alemann „rovásírásos tartomány”, amelynek példái fibulákon, fegyverdarabokon és övcsatokon találhatók. A keleti germánokhoz hasonlóan a rúnák használata a kereszténységgel, az alemannok esetében a 7. század folyamán megszűnik.

### Elosztás
A idősebb futhark feliratok száma mintegy 350 ismert, ebből 81 ismert felirat délről (Németország, Ausztria, Svájc) és 267 Skandináviából.A pontos számok vitathatóak, mivel néhány feliratot hamisítással gyanúsítanak, és néhány felirat vitatott (rúnaként való azonosítás vs. véletlen karcolások, egyszerű díszítések vagy latin betűk). A pontos számok vitathatóak. A skandináv feliratok közül 133 bracteátumon található (szemben a déli 2 felirattal), és 65 rúnakövön (déli példa nem maradt fenn). A déli feliratok túlnyomórészt fibulákon találhatók (43, szemben a skandináviai 15-tel). A skandináv rúnakövek a idősebb futhark későbbi időszakához tartoznak, és a középkori új futhark kövek boomját indítják el (mintegy 6000 fennmaradt példával). 2021-től egy feliratot találtak egy szlávokhoz köthető településen.
A rúna feliratok ritkák voltak, és a teljes népességhez viszonyítva nagyon kevés aktív írástudó fordult elő, így a rúnák ismerete valószínűleg tényleges „titok” volt a népvándorlás korában. Az Illerupban feltárt 366 lándzsából mindössze 2 viselt feliratot. Alemannia esetében is hasonló arányt becsülnek, ahol minden egyes talált feliratra 170 feltárt sír jutott.
Az előállított feliratok teljes számának becslése a 40 000-es „minimális runológiai becslésen” alapul (tíz személy évente tíz feliratot készít négy évszázadon keresztül). A tényleges szám valószínűleg jóval magasabb volt. A 80 ismert déli felirat mintegy 100 000 ismert sírról származik. A becslések szerint összesen 50 000 000 sírból (a népsűrűségre vonatkozó becslések alapján) csak a meroving kori Délvidéken összesen mintegy 80 000 felirat készülhetett (és összesen talán közel 400 000, tehát a korpusz 0,1%-a jutott el hozzánk), Fischer 2004, 281. o. pedig több száz aktív írástudót becsül a korszakban, a 6. századi alamann „rovásírásos fellendülés” idején akár 1600-at is.

### Feliratok listája
- Skandinávia
  - I. időszak (150-550)
    - Svingerud rúnakő (1-250)
    - Vimose feliratok (6 tárgy, 160-300)
    - Øvre Stabu lándzsahegy (180 körül), raunijaz
    - Illerup feliratok (9 tárgy)
    - Mos lándzsahegy (300 körül), gaois(?)[21]
    - Gallehus aranyszarvai (400 körül)
    - Einang-kő (400)
    - Kylver-kő (400)
    - Rö rúnakő (400-450)
    - Kalleby rúnakő (5. század)
    - Möjbro rúnakő (400-550)
    - Järsbergi rúnakő (500-550)
    - Hogganvik rúnakő (5. század)

  - Brakteáták: összesen 133
    - Seeland-II-C (500)
    - Vadstena brakteáta
    - Tjurkö-brakteáta

  - II. időszak (550-700)
    - Skåäng rúnakő (6. század?)
    - Björketorp rúnakő
    - Gummarp rúnakő
    - Istaby rúnakő
    - Stentoften-kövek
- Délkelet-Európa (200-550): 4 AD.
  - Gót rovásírásos feliratok (200-350)
- Kontinentális feliratok (főként Németország; 200-700): 50 olvasható, 15 olvashatatlan (39 bross, 11 fegyverrész, 4 szerelvény és övcsat, 3 szíjvég, 8 egyéb).
  - Thorsbergi szalag (200)
  - Bülach fibula
  - Charnay-fibula
  - Nordendorf-fibula
  - Pforzeni csat
- Angol és fríz (300-700): 44;

## Unicode
A idősebb futhark az Unicode-ban az egységes rovásírásos tartományban, 16A0-16FF között van kódolva. A szabadon elérhető TrueType betűtípusok közül a Junicode és a FreeMono tartalmazza ezt a tartományt.	 A Kylver-kő sor Unicode-ban kódolva így hangzik:
Külön kódolva van a kétágú h-rúna, ᚻ és az ng-rúna grafikus változata, ᛝ. E kettőnek külön kódpontja van, mert az angolszász futharkban önálló karakterekké válnak. A idősebb futhark rúnák számos más grafikus változatát úgy tekintik, hogy azok glifaváltozatok, amelyeket jobban meg lehet jeleníteni különböző betűtípusok használatával, ezért nem kaptak Unicode-kódpontokat. Hasonlóképpen, a kötő rúnákat ligatúrának tekintik, és nem kapnak Unicode kódpontokat. Az egyetlen olyan kötőrúnák, amelyek vitathatóan egyetlen Unicode-glifaként ábrázolhatók, azok, amelyek véletlenül pontosan úgy néznek ki, mint egy másik rúna, például a kettős ᛚ kötőrúna vizuálisan azonos a ᛏ-vel.

## Fordítás
Ez a szócikk részben vagy egészben  az   Elder Futhark című angol Wikipédia-szócikk ezen változatának fordításán alapul.  Az eredeti cikk szerkesztőit annak laptörténete sorolja fel. Ez a jelzés csupán a megfogalmazás eredetét és a szerzői jogokat jelzi, nem szolgál a cikkben szereplő információk forrásmegjelöléseként.

## Kapcsolódó szócikk
- Rúnaírás